# Дядово
Дя́дово (болг. Дядово) — село в Сливенській області Болгарії. Входить до складу общини Нова Загора.

## Населення
За даними перепису населення 2011 року у селі проживали 460 осіб.
Національний склад населення села:
| Національність   | Кількість осіб | Відсоток |
| ---------------- | -------------- | -------- |
| болгари          | 223            | 48,7 %   |
| цигани           | 136            | 29,7 %   |
| турки            | 96             | 21,0 %   |
| Всього відповіли | 458            |          |

Розподіл населення за віком у 2011 році:
Динаміка населення: